# (713) Luscinia
(713) Luscinia es un asteroide perteneciente al cinturón exterior de asteroides descubierto el 18 de abril de 1911 por Joseph Helffrich desde el observatorio de Heidelberg-Königstuhl, Alemania.
Está nombrado por la palabra que designa el género de los ruiseñores.